# Kjell-Ove Brandt
Kjell-Ove Harry Brandt, född 25 mars 1931 i Mörbylånga, död 9 juli 2012, var en svensk fotbollsspelare och bankman som under åren 1961-1962 spelade för Kalmar FF i Sveriges då näst högsta fotbollsserie Div II.  

## Fotbollskarriär
Över tre sejourer spelade Brandt hela 363 seniormatcher för Mörbylånga Goif. Han representerade även Ölandslaget i fotboll.

### Utanför fotbollsplanen
Vid sidan av fotbollskarriären så arbetade Brandt som bankman för bland annat Skandinaviska banken.